# Ribera
Ribera is een gemeente in de Italiaanse provincie Agrigento (regio Sicilië) en telt 19.723 inwoners (31-12-2004). De oppervlakte bedraagt 118,7 km², de bevolkingsdichtheid is 166 inwoners per km².
De volgende frazioni maken deel uit van de gemeente: Seccagrande, Borgo Bonsignore.

## Demografie
Ribera telt ongeveer 6909 huishoudens. Het aantal inwoners daalde in de periode 1991-2001 met 3,9% volgens cijfers uit de tienjaarlijkse volkstellingen van ISTAT.
| Jaar | Inwoneraantal |
| ---- | ------------- |
| 1991 | 21.004        |
| 2001 | 20.186        |

## Geografie
De gemeente ligt op ongeveer 223 m boven zeeniveau.
Ribera grenst aan de volgende gemeenten: Bivona, Calamonaci, Caltabellotta, Cattolica Eraclea, Cianciana, Sciacca.

## Bijzonderheid
Ribera zal, samen met de aangrenzende gemeente Cattolica Eraclea, wellicht in 2008 beschikken over het eerste officiële naturistenstrand van Sicilië. Dat strand ligt als een smalle reep zand tussen het regionale natuurreservaat van de monding van de rivier Platani en de zee, dicht bij Borgo Bonsignore.

## Galerie

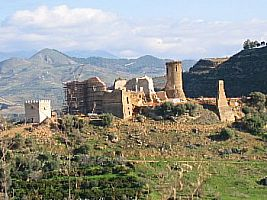
Castello di Poggiodiana.
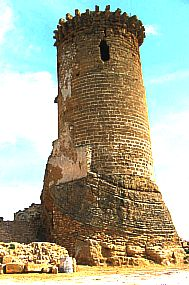
Castello di Poggiodiana.
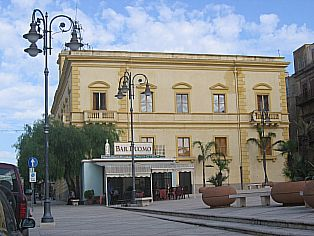
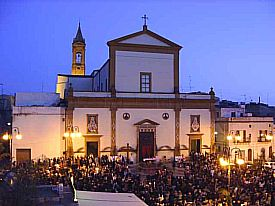
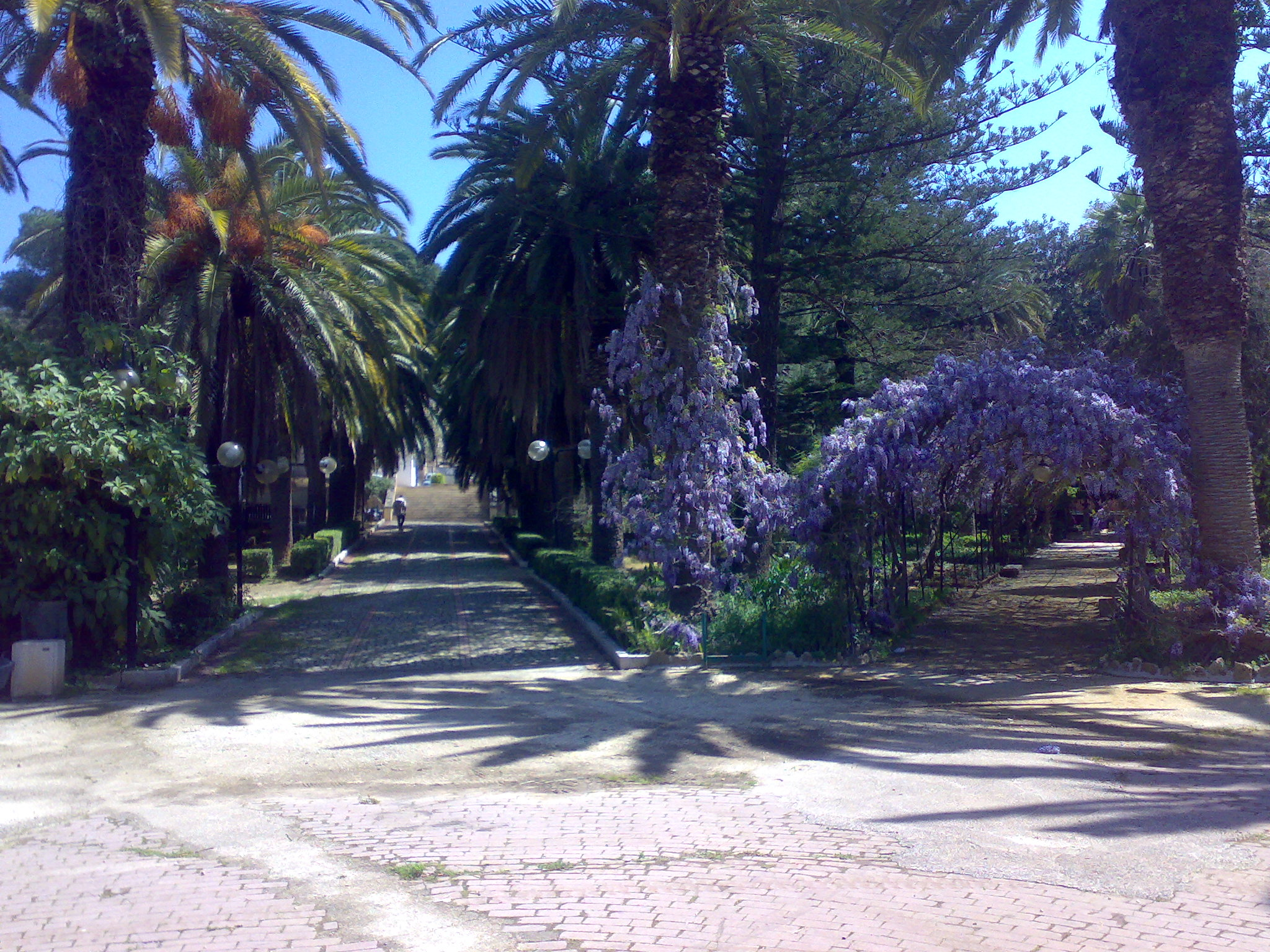
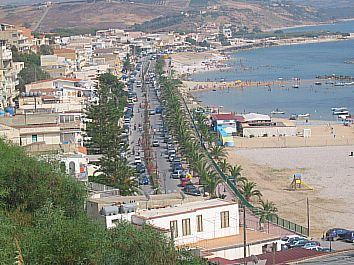
Seccagrande.
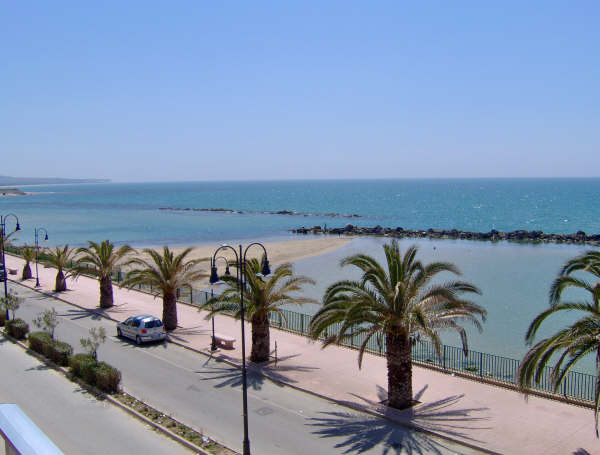
Seccagrande.
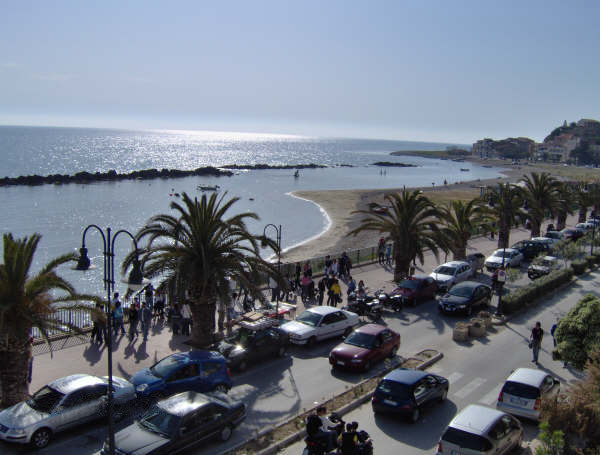
Seccagrande.
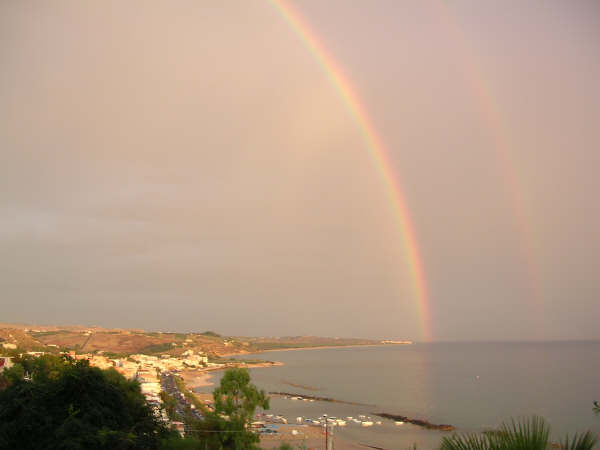
Seccagrande.
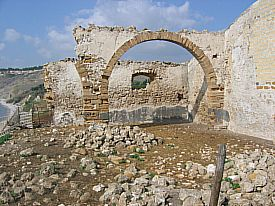
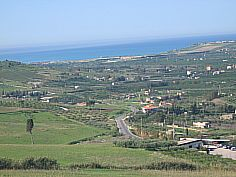
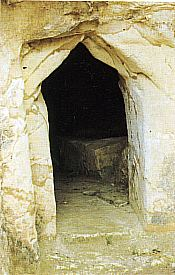
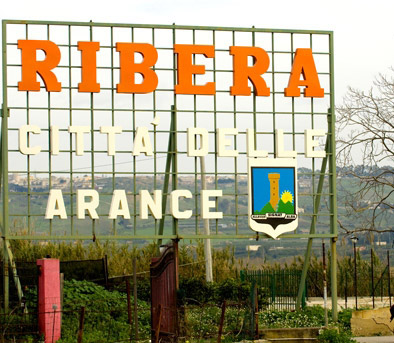
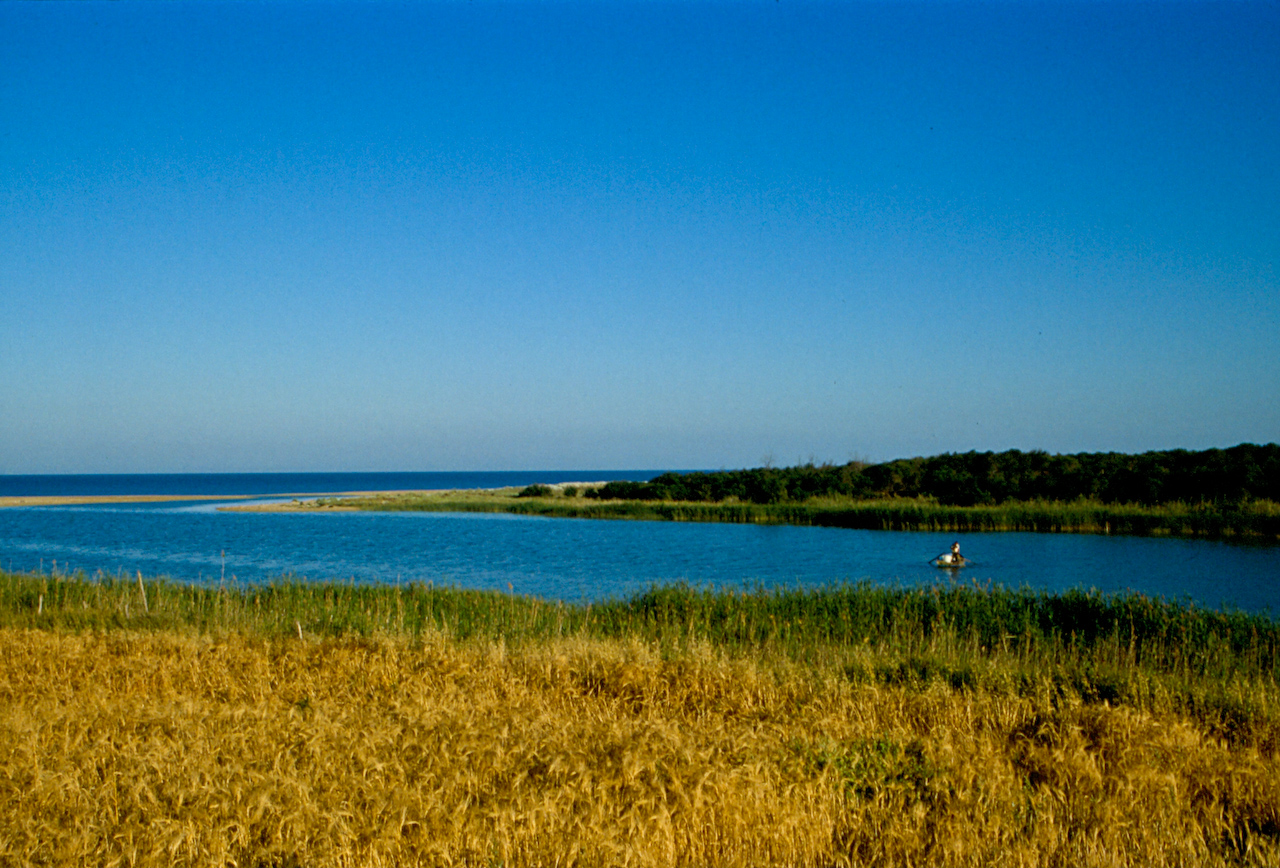
Riserva naturale orientata Foce del fiume Platani
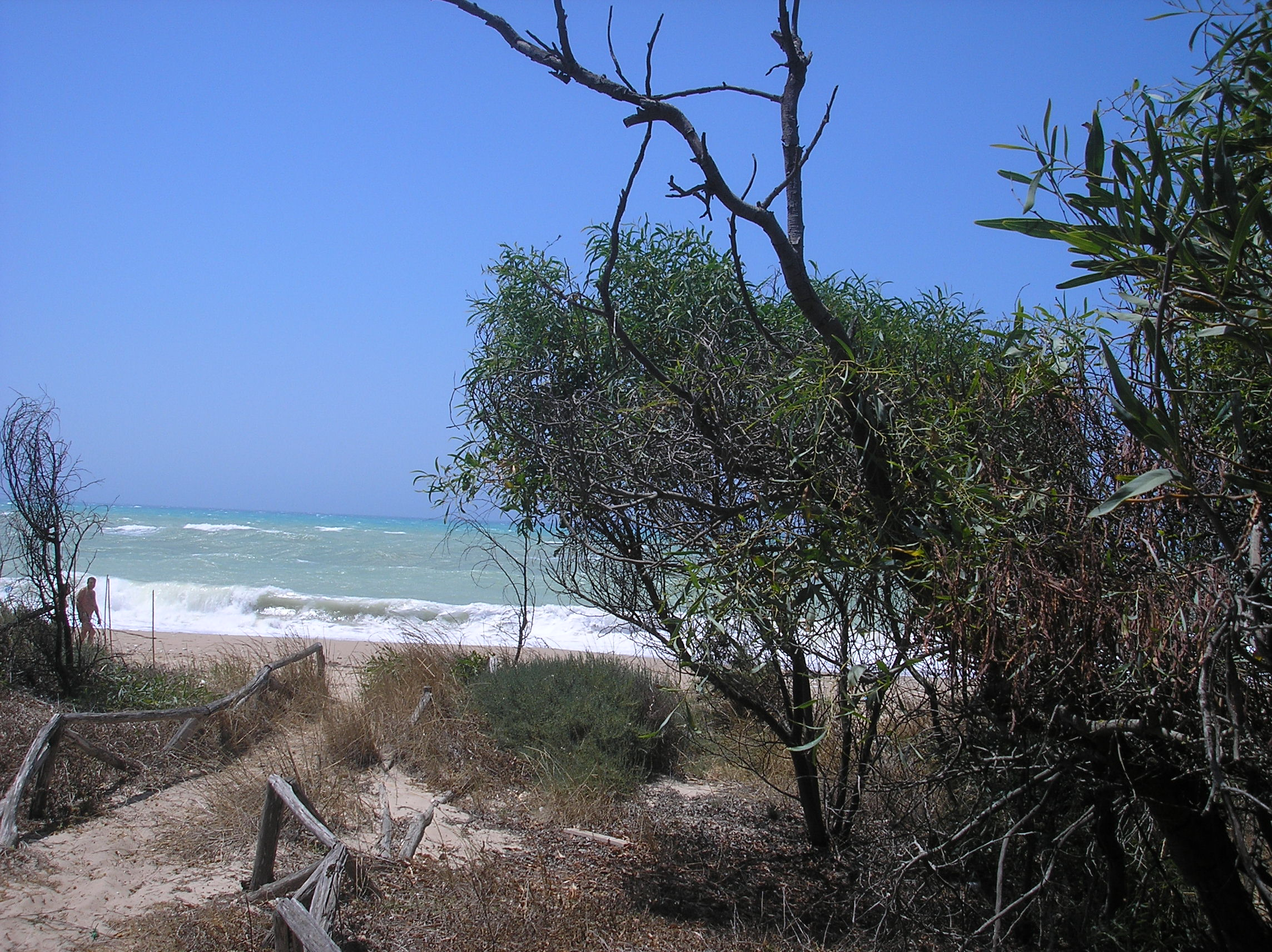
strandovergang bij het reservaat van de Fiume del Platani, Sicilië